# 新化県
新化県（しんか-けん）は中華人民共和国湖南省婁底市に位置する県。

## 行政区画
- 街道：上梅街道、上渡街道、楓林街道
- 鎮：石沖口鎮、洋渓鎮、槎渓鎮、水車鎮、文田鎮、奉家鎮、炉観鎮、游家鎮、西河鎮、孟公鎮、琅塘鎮、白渓鎮、圳上鎮、吉慶鎮、温塘鎮、田坪鎮、桑梓鎮、曹家鎮
- 郷：科頭郷、維山郷、天門郷、栄華郷、金鳳郷、油渓郷、坐石郷

## 観光
- 梅山竜宮

## 治安
本県は古来、骨董品の模倣品の製作が盛んに行ったが、現代になると、その技術を生かし、ニセの硬貨を製造する人が大勢出ていた。2004年頃に警察と銀行の取締によりその製造が一時的に沈静化したが、2008年にはまた大発生した。2009-2010年の硬貨偽造者の大量逮捕・公開判決以降、県内での製造が再び下火になった。一方、他地域では本県出身者による硬貨偽造も散発している。

## 出身者
- 譚人鳳 - 清末・中華民国初の革命家。中国同盟会に属する。辛亥革命など多くの革命に参加した。